# ديل ديمبس
ديل ديمبس (بالإنجليزية: Dell Demps)‏ مواليد 12 فبراير 1970 في لونغ بيتش، هو مدرب كرة سلة أمريكي ولاعب سابق. بدأ مسيرته الاحترافية في سنة 1992. يدرب فريق نيو أورلينز بيليكانز في الرابطة الوطنية لكرة السلة. يبلغ طوله 6 قدم 4 بوصة (1.9 م). اعتزل اللعب في 2000.

## المسيرة الاحترافية
لعب مع غولدن ستايت ووريورز في سنة 1993، ثم لعب مع نانسي باسكت في الدوري الفرنسي في سنة 1994، ثم لعب مع سان أنطونيو سبرز في موسم 1995–1996، ثم لعب مع أورلاندو ماجيك في سنة 1996.

## روابط خارجية
- ديل ديمبس على موقع إن بي أي (الإنجليزية)
- ديل ديمبس على موقع سبورتس رفرنس (الإنجليزية)
- ديل ديمبس على موقع كرة السلة الأوروبية.كوم (الإنجليزية)
- ديل ديمبس على موقع كلية كرة السلة في سبورتس رفرنس.كوم (الإنجليزية)
- ديل ديمبس على موقع ريلجم (الإنجليزية)
- ديل ديمبس على موقع بروبوليرز (الإنجليزية)
- ديل ديمبس على موقع سبورتس رفرنس (الإنجليزية)